# Beate Thurow
Beate Thurow, auch Beate Grubert-Thurow (* 1944 in Jüterbog; † 22. August 2019 in Reutlingen), war eine deutsche Kunsthistorikerin und Museumsleiterin.

## Leben und Werk
Beate Thurow besuchte in Brink und in Hannover die Schule. Sie studierte anschließend in Göttingen und Bochum Kunstgeschichte, Literatur und klassische Archäologie. 1975 promovierte sie über den Goethe-Maler Johann Heinrich Wilhelm Tischbein. 
Zunächst leitete Thurow das Archiv des Bahlsen-Museums in Hannover und baute dann dieses Museum mit aus. Dann leitete sie das Reutlinger Kunstmuseum Spendhaus, seit seiner Wiedereröffnung im Oktober 1989 bis Juli 2005. Eines ihrer Hauptarbeitsgebiete dort war die Darstellung des Werkes von HAP Grieshaber. Der Hamburger Kunstsammler Peter Kemna schenkte dem auf Druckkunst spezialisierten Spendhaus unter Beate Thurows Leitung im November 2004 eine Sammlung von 660 Kunstdrucken, die dessen Drucksammlung ergänzt. Die Schenkung umfasste unter anderem Werke von Paul Gauguin, Edvard Munch, Roy Lichtenstein, Max Pechstein, Alex Katz und Georg Baselitz.
Beate Thurow starb im August 2019 im Alter von 75 Jahren.